# Seven de Hong Kong 2003
El Seven de Hong Kong de 2003 fue la vigésima octava edición del torneo de rugby 7, fue el quinto torneo de la temporada 2002-03 de la Serie Mundial Masculina de Rugby 7.
Se disputó en la instalaciones del Hong Kong Stadium.

## Fase de grupos

### Grupo A
| Equipo         | Encuentros | Encuentros | Encuentros | Encuentros | Tantos  | Tantos    | Tantos     | Puntos |
| Equipo         | jugados    | ganados    | empatados  | perdidos   | a favor | en contra | diferencia | Puntos |
| -------------- | ---------- | ---------- | ---------- | ---------- | ------- | --------- | ---------- | ------ |
| Nueva Zelanda  | 3          | 3          | 0          | 0          | 141     | 10        | 131        | 9      |
| Namibia        | 3          | 2          | 0          | 1          | 70      | 66        | 4          | 7      |
| Estados Unidos | 3          | 1          | 0          | 2          | 62      | 97        | -35        | 5      |
| Malasia        | 3          | 0          | 0          | 3          | 18      | 118       | -100       | 3      |

Nota: Se otorgan 3 puntos al equipo que gane un partido, 2 al que empate y 1 al que pierda

### Grupo B
| Equipo       | Encuentros | Encuentros | Encuentros | Encuentros | Tantos  | Tantos    | Tantos     | Puntos |
| Equipo       | jugados    | ganados    | empatados  | perdidos   | a favor | en contra | diferencia | Puntos |
| ------------ | ---------- | ---------- | ---------- | ---------- | ------- | --------- | ---------- | ------ |
| Inglaterra   | 3          | 3          | 0          | 0          | 137     | 12        | 125        | 9      |
| Tonga        | 3          | 2          | 0          | 1          | 83      | 59        | 24         | 7      |
| China Taipéi | 3          | 1          | 0          | 2          | 57      | 81        | -24        | 5      |
| Singapur     | 3          | 0          | 0          | 3          | 12      | 137       | -125       | 3      |

### Grupo C
| Equipo | Encuentros | Encuentros | Encuentros | Encuentros | Tantos  | Tantos    | Tantos     | Puntos |
| Equipo | jugados    | ganados    | empatados  | perdidos   | a favor | en contra | diferencia | Puntos |
| ------ | ---------- | ---------- | ---------- | ---------- | ------- | --------- | ---------- | ------ |
| Fiyi   | 3          | 3          | 0          | 0          | 125     | 24        | 101        | 9      |
| Canadá | 3          | 2          | 0          | 1          | 57      | 64        | -7         | 7      |
| Japón  | 3          | 1          | 0          | 2          | 49      | 97        | -50        | 5      |
| Rusia  | 3          | 0          | 0          | 3          | 38      | 82        | -24        | 3      |

### Grupo D
| Equipo    | Encuentros | Encuentros | Encuentros | Encuentros | Tantos  | Tantos    | Tantos     | Puntos |
| Equipo    | jugados    | ganados    | empatados  | perdidos   | a favor | en contra | diferencia | Puntos |
| --------- | ---------- | ---------- | ---------- | ---------- | ------- | --------- | ---------- | ------ |
| Kenia     | 3          | 3          | 0          | 0          | 61      | 29        | 32         | 9      |
| Australia | 3          | 2          | 0          | 1          | 78      | 29        | 49         | 7      |
| Hong Kong | 3          | 1          | 0          | 2          | 43      | 48        | -5         | 5      |
| China     | 3          | 0          | 0          | 3          | 21      | 97        | -76        | 3      |

### Grupo E
| Equipo        | Encuentros | Encuentros | Encuentros | Encuentros | Tantos  | Tantos    | Tantos     | Puntos |
| Equipo        | jugados    | ganados    | empatados  | perdidos   | a favor | en contra | diferencia | Puntos |
| ------------- | ---------- | ---------- | ---------- | ---------- | ------- | --------- | ---------- | ------ |
| Sudáfrica     | 3          | 3          | 0          | 0          | 132     | 7         | 125        | 9      |
| Escocia       | 3          | 2          | 0          | 1          | 66      | 43        | 23         | 7      |
| Corea del Sur | 3          | 1          | 0          | 2          | 69      | 75        | -6         | 5      |
| Sri Lanka     | 3          | 0          | 0          | 3          | 0       | 142       | -142       | 3      |

### Grupo F
| Equipo       | Encuentros | Encuentros | Encuentros | Encuentros | Tantos  | Tantos    | Tantos     | Puntos |
| Equipo       | jugados    | ganados    | empatados  | perdidos   | a favor | en contra | diferencia | Puntos |
| ------------ | ---------- | ---------- | ---------- | ---------- | ------- | --------- | ---------- | ------ |
| Samoa        | 3          | 3          | 0          | 0          | 112     | 24        | 88         | 9      |
| Islas Cook   | 3          | 1          | 1          | 1          | 72      | 38        | 34         | 6      |
| Gales        | 3          | 1          | 1          | 1          | 55      | 65        | -10        | 6      |
| Países Bajos | 3          | 0          | 0          | 3          | 19      | 131       | -112       | 3      |

## Fase Final

### Cuartos de final
| 30 de marzo | Inglaterra | 19 - 14 | Australia |  |  |

| 30 de marzo | Fiyi | 12 - 7 | Samoa |  |  |

| 30 de marzo | Nueva Zelanda | 31 - 5 | Tonga |  |  |

| 30 de marzo | Sudáfrica | 40 - 0 | Kenia |  |  |

### Semifinal
| 30 de marzo | Inglaterra | 24 - 19 | Fiyi |  |  |

| 30 de marzo | Nueva Zelanda | 21 - 17 | Sudáfrica |  |  |

### Final
| 30 de marzo | Inglaterra | 22 - 17 | Nueva Zelanda |  |  |

| Bandera de Inglaterra  |
| Campeón Inglaterra     |
| 2º título del circuito |